# Jenna Santoromito
Jenna Santoromito (Sydney, 21 de janeiro de 1987) é uma jogadora de polo aquático australiana, medalhista olímpica.

## Carreira
Jenna Santoromito fez parte dos elencos medalha de bronze de Pequim 2008.